# Щебетовский поселковый совет

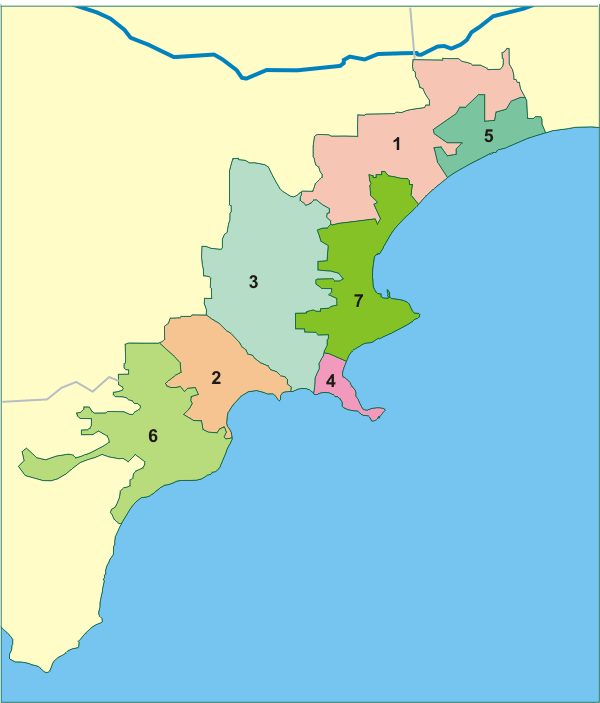
Административное деление Феодосийского горсовета. 1 — Береговой, 2 — Коктебельский, 3 — Насыпновский, 4 — Орджоникидзевский, 5 — Приморский, 6 — Щебетовский

Щебетовский поселковый совет (укр. Щебетовська селищна рада, крымскотат. Otuz qasaba şurası) — административно-территориальная единица Феодосийского горсовета АР Крым, на берегу Чёрного моря, на границе с Судакским горсоветом. Население по переписи 2001 года — 4846 человек, площадь совета 81 км².
К 2014 году состоял из 1 пгт и 2 сёл:
- Краснокаменка
- Курортное
- Щебетовка

## История
Отузский сельсовет Судакского района был образован в декабре 1921 года. По результатам всесоюзной переписи 17 декабря 1926 года Отузский сельский совет включал 5 населённых пунктов с населением 2247 человек: 2 села — Кизилташ (18 жителей) и Отузы (2207 человек), также входили Карадагская научная станция — 12 жителей, шоссейная будка на 24 км Судакского шоссе и 2 лесных дома с общим населением 8 человек.
Указом Президиума Верховного Совета РСФСР от 21 августа 1945 года Отузский сельсовет был переименован в Щебетовский. С 25 июня 1946 года сельсовет в составе Крымской области РСФСР, а 26 апреля 1954 года Крымская область была передана из состава РСФСР в состав УССР. На 15 июня 1960 года ещё сельсовет уже имел современный состав:
- Краснокаменка
- Курортное
- Щебетовка

В том же году Щебетовке присвоен статус посёлка городского типа и сельсовет, соответственно, стал поссоветом. Указом Президиума Верховного Совета УССР «Об укрупнении сельских районов Крымской области», от 30 декабря 1962 года Судакский район был упразднён и совет включили в состав Алуштинского района. 1 января 1965 года, указом Президиума ВС УССР «О внесении изменений в административное районирование УССР — по Крымской области» Планерский поссовет передан в состав Феодосийского горсовета. С 12 февраля 1991 года сельсовет в восстановленной Крымской АССР, 26 февраля 1992 года переименованной в Автономную Республику Крым. С 21 марта 2014 года в составе Крыма аннексирован Россией, с 5 июня 2014 года — в Городском округе Феодосия.
В рамках российского административно-территориального деления Крыма, созданного в 2014 году, Щебетовский поселковый совет был упразднён; в структуре администрации Феодосии создана Щебетовская поселковая администрация.